# Valmorea (valle)
La Valmorea, anche detta Valle Morea o Valle del Lanza, è una valle delle Prealpi Luganesi, situata tra le province di Como, di Varese e del Ticino. Prende il nome dal torrente che la attraversa e che a seconda del luogo in cui scorre si chiama Gaggiolo, Lanza o Morea.

## Geografia fisica
Le montagne da cui ha origine la valle la separano a nord dal Ceresio, mentre a sud confluisce nella Valle Olona. A ovest confina con la valle del torrente Bevera e ad est con le valli dei torrenti Laveggio, Lura e Quadronna. Il punto più alto della valle si trova sulla vetta del Monte San Giorgio, a 1097 metri di quota. Il punto più basso della valle si trova nel territorio di Malnate a 294 m di quota, nel punto in cui il Lanza confluisce nell'Olona. Il territorio della valle è montuoso a nord e prettamente collinare a sud.

### Orografia
Vari monti e colli contornano la valle. Partendo dal nord e seguendo il corso del Gaggiolo verso sud incontriamo: Monte San Giorgio (1.097 m), Monte Pravello (1.015 m), Sermonte (650 m), Monte Albanascio (462 m), Monte Astorio (474 m), Colle di San Maffeo (505 m), Colle di Sant'Ambrogio (533 m) e Monte Casnione (492 m).

### Clima
Il clima della valle è un clima di tipo continentale e di mezza montagna, poiché in Estate le temperature difficilmente superano i 30 gradi e ciò favorisce l'afflusso di turisti in cerca di refrigerio dalle ben più torride città (Como, Varese e Lugano distano meno di una mezz'oretta), mentre in inverno le temperature tendono a scendere fino a -8/-10 gradi, con frequenti e moderate nevicate che possono raggiungere 20/30 cm in paese e sui rilievi circostanti possono superare un metro.
Vanta un microclima differente da altre zone limitrofe: qui possono verificarsi episodi di neve che in altre zone limitrofe dell'alto Olgiatese, magari con altitudine non troppo diversa, si manifestano sotto forma di pioggia. Il tutto perché la zona in questione è "chiusa" a Sud da alcune colline che favoriscono il ristagno di aria fredda al loro interno, senza farla passare oltre.
Per quanto riguarda le grandi nevicate più recenti, come quelle del 1984, 2006 e 2013, i quantitativi di neve al suolo non sono molto diversi (~5 cm di differenza). La differenza importante riguarda invece i giorni di permanenza al suolo, per le ragioni sopra descritte.
Date da ricordare:
- Inverno 1984/1985: temperatura scesa fino a sfiorare i -20 gradi, con 120cm di neve in paese.
- Estate 2003: temperatura fino a 36 gradi.
- Inverno 2005/2006: 72cm di neve in tre giorni.
- Inverno 2012/2013: 60cm di neve in un giorno e una notte.
- Estate 2015: temperatura salita fino a toccare i 35 gradi.
- Inverno 2017: fiocchi con accumulo di un paio di cm nel mese di Maggio.
- Inverno 2019: 40cm di neve in mezza giornata a Febbraio.
- Estate 2019: temperatura tra i 35 ed i 36 gradi.
- Estate 2022: temperatura salita fino a toccare i 37,5 gradi in paese. Siccità a livelli storici e ondata di calore da record per durata.

### Ambiente
Nella fauna di questa zona abbondano tassi e volpi, così come alcuni rettili tra cui bisce e scorzoni. Sono presenti anche alcuni ungulati come cervi e caprioli. Il Parco Valle del Lanza, un'area protetta locale di interesse sovracomunale, comprende parte della valle.

## Geografia antropica
La Valmorea attraversa i territori comunali di Mendrisio, Saltrio, Clivio, Viggiù, Cantello, Stabio, Bizzarone, Rodero, Valmorea, Solbiate con Cagno e Malnate. Seguendo il corso del torrente Gaggiolo, la valle interessa le località svizzere di Meride, Tremona e Arzo. In Italia si trovano Saltrio, Clivio, Baraggia e Gaggiolo, per poi rientrare in territorio elvetico con Stabio. Vengono chiamate terrazze le aree in cui sorgono i borghi che si affacciano sulla valle nell'ultimo tratto in territorio italiano: Bizzarone, Casanova Lanza, Caversaccio, Cagno, Rodero, Ligurno, Cantello e Malnate.

### Trasporti
Vi transitava la Ferrovia di Valmorea (che collegava Mendrisio, in Svizzera, con Castellanza, in Italia) e che, fino al 2013, era in funzione per scopi turistici nella tratta tra Mendrisio e Malnate.